# 直隷巡撫
直隷巡撫 (仮名：ちょくれい じゅんぶ，拼音：zhílì xúnfǔ) は、清初に存在した巡撫。
巡撫は都察院右副都御史の肩書きを兼ねるのが通例であり、「都察院右副都御史巡撫直隷等處＋○○」という形でも現れ、兵部侍郎の肩書きを兼ねることもある。雍正2年 (1724) に李維鈞が直隷総督に昇格し、それに伴い直隷巡撫は廃止された。

## 沿革
直隷巡撫と直隷総督の間の関係について、『清史稿』巻54に拠れば、直隷総督は以下の二系統が存在したことになる。
(1) 順治5年、直隷・山東・河南三省を統轄する総督を設置。同16年、直隷巡撫に改変。雍正2年、直隷総督に改変。
(2) 順治18年、直隷総督 (康熙5年に三省総督に改称) の職位を新規増設。康熙8年、廃止。
また、『皇朝通典』巻33に拠れば、直隷(省)にははじめ順天・正保 (保定)・宣府の三巡撫が置かれ、直隷巡撫として統合された後、直隷総督の肩書きを兼ねるようになり、さらに直隷巡撫から直隷総督に改変されて巡撫を兼任するようになった。その間、三省総督と宣大総督 (山西省大同) が前後して設置されたが、いづれも廃止された。
「直隷巡撫」について、『清史稿』は順治16年に設置としているが、『清實錄』に拠れば、実際は順治11年に董天機が選任され、同15年まで在任であった。直隷総督が直隷巡撫を兼ねたという『皇朝通典』の記載については、『清實錄』中にその記載が一部みられる。
一方、中央研究院歴史語言研究所 (台湾) は、運営するWebサイト「職官資料庫」において、直隷巡撫と保定巡撫を連続性のあるものとして扱っている。実際、保定巡撫が廃止されている間に直隷巡撫が設置され、反対に直隷巡撫が廃止されている間は保定巡撫が設置されているという情況が『清實錄』上でも認められる。従って本記事では直隷巡撫を保定巡撫の後継職、乃至は補完職という位置づけで扱う。

## 任職者
| 着任年            | 解任年          | 任職者     |
| ----------------- | --------------- | ---------- |
| 順治10年 (1653)   | 順治11年 (1654) | 王來用     |
| 順治11年 (1654)   | 順治15年 (1658) | 董天機     |
| →参照「保定巡撫」 |                 |            |
| 順治18年 (1661)?  | 康熙5年 (1666)  | 王登聯     |
| 康熙6年 (1667)    | 康熙7年 (1668)  | 甘文焜     |
| 康熙7年 (1668)    | 康熙19年 (1680) | 金世德     |
| 康熙19年 (1680)   | 康熙20年 (1681) | (大)于成龍 |
| 康熙21年 (1682)   | 康熙23年 (1684) | 格爾古德   |
| 康熙23年 (1684)   | 康熙23年 (1684) | 阿哈達     |
| 康熙24年 (1685)   | 康熙25年 (1686) | 崔澄       |
| 康熙25年 (1686)   | 康熙29年 (1690) | (小)于成龍 |
| 康熙29年 (1690)   | 康熙34年 (1695) | 郭世隆     |
| 康熙34年 (1695)   | 康熙37年 (1698) | 沈朝聘     |
| 康熙37年 (1698)   |                 | (小)于成龍 |
| 康熙37年 (1698)   | 康熙44年 (1705) | 李光地     |
| 康熙44年 (1705)   | 康熙61年 (1722) | 趙弘燮     |
| 康熙61年 (1722)   | 雍正元年 (1723) | 趙之垣     |
| 雍正元年 (1723)   | 雍正2年 (1724)  | 李維鈞     |

## 脚註

### 註釈
1. ↑  参考：直隷巡撫には前後して同姓同名の于成龍が二人いる。氏族的つながりは不詳ながら、一人目成龍が両江巡撫に昇任した際に、通州知州を務めていた二人目成龍を有能人士として朝廷に薦挙し、その五年後に二人目成龍は直隷巡撫に昇任した。
2. ↑  参考：直隷巡撫には前後して同姓同名の于成龍が二人いる。氏族的つながりは不詳ながら、一人目成龍が両江巡撫に昇任した際に、通州知州を務めていた二人目成龍を有能人士として朝廷に薦挙し、その五年後に二人目成龍は直隷巡撫に昇任した。
3. ↑  参考：直隷巡撫には前後して同姓同名の于成龍が二人いる。氏族的つながりは不詳ながら、一人目成龍が両江巡撫に昇任した際に、通州知州を務めていた二人目成龍を有能人士として朝廷に薦挙し、その五年後に二人目成龍は直隷巡撫に昇任した。
4. ↑  参考：「趙宏燮」とも。

### 典拠
1. 1 2  “職官11 (總督巡撫)”. 皇朝通典. 33. 四庫全書. "……直隸、初設巡撫。後、加總督銜。後、又改爲直隸總督、仍管巡撫事。又有三省總督、駐大名府、兼轄山東・河南。又有宣大總督、駐山西大同府、以宣化府屬之。後、俱省。……直隸初、設順天巡撫・正保巡撫・宣府巡撫、後、併定爲直隸巡撫、以總督兼管。……"
2. 1 2  “雍正2年10月29日段25648”. 世宗憲皇帝實錄. 25. -. "陞直隸巡撫李維鈞、爲直隸總督。"
3. ↑  “地理一 (直隸)”. 清史稿. 54. 清史館. "巡撫三：……曰保定，駐真定，轄保定、真定、順德、廣平、大名、河間六府。順治十六年裁。……五年，置直隸、山東、河南三省總督。駐大名。十六年，改為直隸巡撫。明年移駐真定。康熙八年，復移駐保定。雍正二年，復改總督。而府尹舊治順天，為定制。先是順治十八年增置直隸總督，亦駐大名。康熙五年改三省總督，八年裁。"
4. 1 2  “順治11年9月10日段6026”. 世祖章皇帝實錄. 86. -. "丙申。陞河南布政使董天機、爲都察院右副都御史、巡撫直隸等處、贊理軍務。"
5. ↑  “康熙37年2月27日段18378”. 聖祖仁皇帝實錄. 187. -. "命原任河道總督・于成龍、以總督、管直隸巡撫事。……"
6. ↑  “直隷巡撫” (漢). 職官資料庫.   中央研究院歴史語言研究所 (台湾). 2024年4月14日閲覧。
7. 1 2   清代職官年表. 2. 中央研究院歷史語言研究所內閣大庫檔案. pp. 1524-1525
8. ↑   中央研究院歷史語言研究所內閣大庫檔案. -
9. ↑  “順治18年10月15日段8225”. 聖祖仁皇帝實錄. 5. -. "吏部題「直隸已設總督。其順天・保定、兩巡撫、應裁去一員。」得旨「順天巡撫、著裁去。韓世琦、調江寧巡撫。其順天等處地方、著保定巡撫・王登聯兼管。」"
10. ↑  “康熙5年12月14日段9403”. 聖祖仁皇帝實錄. 20. -. "……稱旨「王登聯……著革職、交與刑部議。」"
11. ↑  “康熙5年12月20日段9409”. 聖祖仁皇帝實錄. 20. -. "……稱旨「……王登聯、身爲……巡撫……有專任職掌。撥地事、不照所委料理、妄行具奏。……情罪俱屬重大。……王登聯、……著即處絞、其家產免籍沒、餘依議。」"
12. ↑  “康熙6年1月11日段9422”. 聖祖仁皇帝實錄. 21. -. "丙戌。以順天府府尹・甘文焜、爲直隸巡撫。"
13. ↑  “康熙7年12月15日段9878”. 聖祖仁皇帝實錄. 27. -. "己卯。陞直隸巡撫・甘文焜、爲雲南貴州總督。"
14. ↑  “康熙7年12月26日段9886”. 聖祖仁皇帝實錄. 27. -. "以左副都御史・金世德、爲直隸巡撫。"
15. ↑  “康熙19年2月9日段13084”. 聖祖仁皇帝實錄. 88. -. "直隸巡撫・金世德、以病求罷。允之。"
16. ↑  “康熙19年2月15日段13089”. 聖祖仁皇帝實錄. 88. -. "乙亥。陞福建布政使・于成龍、爲直隸巡撫。"
17. ↑  “康熙20年12月24日段13664”. 聖祖仁皇帝實錄. 99. -. "陞……直隸巡撫・于成龍、爲江南江西總督。……"
18. ↑  “列傳64 (于成龍)”. 清史稿. 277. -
19. ↑  “康熙21年1月27日段13687”. 聖祖仁皇帝實錄. 100. -. "以內閣學士・格爾古德、爲直隸巡撫。"
20. ↑  “康熙23年5月18日段14479”. 聖祖仁皇帝實錄. 115. -. "直隸巡撫・格爾古德、以病乞休。慰留之。"
21. ↑  “康熙23年8月7日段14538”. 聖祖仁皇帝實錄. 116. -. "庚子。以內閣學士・阿哈達、爲直隸巡撫。"
22. ↑  “康熙23年9月17日段14577”. 聖祖仁皇帝實錄. 116. -. "庚辰。直隸巡撫・阿哈達陛辭。上諭曰「直隸地方、旗民雜處、爭訟繁多。爾先正已、俾軍民和輯。此職分當然之事。至若皇莊、及諸王・大臣家人、豪強擾害者甚眾。爾之盡力者在此耳。"
23. ↑  “康熙24年2月2日段14690”. 聖祖仁皇帝實錄. 119. -. "以都察院左副都御史・崔澄、爲直隸巡撫。"
24. ↑  “康熙24年2月13日段14701”. 聖祖仁皇帝實錄. 119. -. "直隸巡撫・崔澄、陛辭。上諭曰「直隸地方、旗民雜處、安輯匪易。爾爲巡撫、須撫乂得宜。至潔己率屬、尤爲要領。宜體朕意、毋忽。」"
25. ↑  “康熙25年2月7日段14969”. 聖祖仁皇帝實錄. 124. -. "辛卯。吏部等衙門會題「直隸巡撫・崔澄、於康熙二十四年大計、卓異永平府知府・佟世錫。査佟世錫聲名不好、應照例革職、該撫以應去之員、反舉卓異。應降四級調用。」從之。"
26. ↑  “康熙25年2月13日段14976”. 聖祖仁皇帝實錄. 124. -. "丁酉。陞管理下河事務原任江南安徽按察使・于成龍、爲直隸巡撫。"
27. ↑  “康熙29年7月10日段16274”. 聖祖仁皇帝實錄. 147. -. "陞直隸巡撫・于成龍、爲都察院左都御史。"
28. 1 2  “列傳 (于成龍)”. 清史稿. 279. -
29. ↑  “康熙29年7月14日段16277”. 聖祖仁皇帝實錄. 147. -. "以內閣學士・郭世隆、爲直隸巡撫。"
30. ↑  “康熙34年2月7日段17469”. 聖祖仁皇帝實錄. 166. -. "己亥。陞直隸巡撫・郭世隆、爲浙江福建總督……"
31. ↑  “康熙34年2月15日段17475”. 聖祖仁皇帝實錄. 166. -. "陞直隸守道沈朝聘、爲直隸巡撫……"
32. 1 2  “康熙37年2月27日段18378”. 聖祖仁皇帝實錄. 187. -. "壬申。直隸巡撫・沈朝聘、以老病乞休。允之。○命原任河道總督・于成龍、以總督、管直隸巡撫事。……"
33. ↑  “康熙37年12月1日段18596”. 聖祖仁皇帝實錄. 191. -. "以工部左侍郎提督順天學政・李光地、爲直隸巡撫。"
34. 1 2  “康熙44年11月9日段20600”. 聖祖仁皇帝實錄. 223. -. "己巳。吏部題「補授大學士・吳琠員缺。」上曰「吏部尚書兼管直隸巡撫事・李光地、居官甚好、才品俱優、授尚書年久。著陞爲文淵閣大學士。……」○調河南巡撫・趙宏燮爲直隸巡撫。"
35. 1 2  “康熙61年6月23日段24829”. 聖祖仁皇帝實錄. 298. -. "丙子。諭大學士等「直隸總督・趙弘燮病故。地方緊要。著刑部郎中・趙之垣、加都察院右僉都御史衘、署理直隸巡撫事務。」"
36. 1 2  “雍正1年2月21日段25066”. 世宗憲皇帝實錄. 4. -. "直隸巡撫・趙之垣、緣事革職。陞直隸守道・李維鈞、爲直隸巡撫。"

## 典拠

### 史書
- 巴泰, 他『世祖章皇帝實錄』康熙11年 (1672) 上梓, 1937年刊行 (漢) ＊中央研究院歴史語言研究所版
- 富察･馬斉, 張廷玉, 蒋廷錫, 他『聖祖仁皇帝實錄』雍正9年 (1731) 上梓, 1937年刊行 (漢) ＊中央研究院歴史語言研究所版
- 趙爾巽, 他100余名『清史稿』清史館, 民国17年(1928) (漢) ＊中華書局版

### Web
- 「明實錄、朝鮮王朝実録、清實錄資料庫」中央研究院歴史語言研究所 (台湾)
- 「清代職官資料庫」中央研究院歷史語言研究所 (台湾)
- 「人名權威 人物傳記資料庫」中央研究院歴史語言研究所 (台湾)